# Kalenić (Ub)
Pour les articles homonymes, voir Kalenić.
Kalenić (en serbe cyrillique : Каленић) est un village de Serbie situé dans la municipalité d’Ub, district de Kolubara. Au recensement de 2011, il comptait 761 habitants.

## Démographie
| 1948  | 1953  | 1961  | 1971  | 1981  | 1991 | 2002 | 2011 |
| ----- | ----- | ----- | ----- | ----- | ---- | ---- | ---- |
| 1 104 | 1 222 | 1 178 | 1 110 | 1 010 | 819  | 888  | 761  |

|  |